# Trenton (Nova Escócia)
Trenton é um município localizado na província da Nova Escócia, no leste do Canadá.  Sua população é de 2,474 habitantes.